# Amorpha (vlinders)
Amorpha is een geslacht van vlinders uit de onderfamilie Smerinthinae van de familie pijlstaarten (Sphingidae).

## Soorten
- Amorpha juglandis (J.E. Smith, 1797)